# Karel van Salm-Dhaun
Karel van Salm-Dhaun (Hochstetten-Dhaun, 21 september 1675 - aldaar, 26 maart 1733) was graaf van het Wild- en Rijngraafschap Salm-Dhaun van 1693-1733. Hij was de zoon van graaf Johan Filips II van Salm-Dhaun en Anna Catharina van Nassau-Ottweiler.
Hij trouwde op 19 januari 1704 in Ottweiler met Louise van Nassau-Ottweiler, de dochter van graaf Frederik Lodewijk van Nassau-Ottweiler en dus een nichtje van zijn moeder. Samen kregen zij tien kinderen:
- Catharina Louise (1705)
- Caroline (1706)
- Christina (1710)
- Wilhelmina (1712)
- Albertine (1716)
- Karel August (1718)
- Sophie Charlotte (1719)
- Louise (1721)
- Johan Filips III (1724)
- Jeanette Louise (1725)